# Schizoporella hexagona
Schizoporella hexagona är en mossdjursart som beskrevs av Nordgaard 1905. Schizoporella hexagona ingår i släktet Schizoporella och familjen Schizoporellidae. Inga underarter finns listade i Catalogue of Life.